# Takla Range
Takla Range är ett berg i Kanada.   Det ligger i provinsen British Columbia, i den centrala delen av landet, 3 600 km väster om huvudstaden Ottawa. Toppen på Takla Range är 1 795 meter över havet, eller 7 meter över den omgivande terrängen. Bredden vid basen är 0,28 km.
Terrängen runt Takla Range är kuperad åt nordost, men åt sydväst är den bergig. Trakten runt Takla Range är nära nog obefolkad, med mindre än två invånare per kvadratkilometer.. Det finns inga samhällen i närheten.
I omgivningarna runt Takla Range växer i huvudsak barrskog.